# Distretto di Ampara
Il distretto di Ampara è un distretto dello Sri Lanka, situato nella provincia Orientale e che ha come capoluogo Ampara.
Il distretto fu creato nel 1958, separando la parte meridionale del distretto di Batticaloa.